# 巴基斯坦社会主义运动
巴基斯坦社会主义运动（英語：Socialist Movement Pakistan，缩写为SMP）是巴基斯坦的一个托洛茨基主义政党。该党成立于2004年4月17日，由联合社会党（工人国际委员会同情组织）和马克思主义工人趋势合并而成。该党的意识形态是社会主义、马克思主义、托洛茨基主义。该党的政治立场是极左翼。该党曾是工人国际委员会的支部。
该党严厉批判美国推行的有关巴基斯坦的政策，也强烈抨击伊斯兰原教旨主义团体，例如塔利班，认为它们极度反动。